# Tunnel van Tubeke
De tunnel van Tubeke is een spoortunnel in de gemeente Tubeke. De dubbelsporige HSL 1 gaat door deze tunnel.